# David Montero (actor)
David Montero González (Sevilla, 1973) es un autor, dramaturgo, director y actor español. Su trabajo abarca la creación de textos, la puesta en escena y la exploración de dispositivos teatrales que interpelan la realidad contemporánea. A lo largo de su carrera, ha combinado la investigación escénica con la enseñanza y la escritura crítica.

## Formación
David Montero es licenciado en Periodismo y en Arte Dramático por la Universidad de Sevilla. Posteriormente amplió su formación en el Laboratorio de Investigación Teatral TNT y con maestros como Rafael Spregelburd, José Sanchis Sinisterra, Miguel Narros y Natsu Nakayima. Esta formación interdisciplinar ha influido en su enfoque escénico, caracterizado por la experimentación y el diálogo entre diferentes lenguajes teatrales.

## Trayectoria profesional
Montero comenzó su carrera como actor, trabajando bajo la dirección de figuras como Alfonso Zurro, Pepa Gamboa y Antonio Álamo. Su interés por la creación escénica lo llevó a desarrollar su faceta como dramaturgo y director, realizando proyectos que exploran la relación entre el teatro y la realidad social. 
Como autor, ha desarrollado una obra que combina textos teatrales con propuestas híbridas que integran la investigación escénica. Además, ha colaborado con diversas compañías y artistas en la dirección y dramaturgia de numerosos espectáculos.

## Obras destacadas
Textos y creaciones propias:
- La teoría del loco, ganadora del Premio Jesús Campos.[3]
- Insomnios, premio Carlos Arniches.[4]
- Hemos vivido por debajo de nuestras posibilidades, un proyecto escénico que busca generar dispositivos teatrales para cuestionar la realidad.
- Turismointerior, una pieza que explora y deconstruye las narrativas del turismo, reconocida con una Mención Especial del Jurado en el Festival Internacional TAC de Valladolid.[5]

#### Trilogía autoficcional
- Si yo fuera madre (2020). Primera entrega de una trilogía sobre el amor y la pérdida, creada junto a La Rara.
- EX (2022):[6] Una colaboración con su expareja, la bailaora Belén Maya, que profundiza en las relaciones personales.
- El tiempo del hijo[7] (2024): Culminación de la trilogía, estrenada en el Teatro Central de Sevilla,[8] que explora la relación materno-filial y la memoria. Recibió el premio Escenarios de Sevilla 2024[9] a Mejor Autoría, Mejor Escenografía y Mejor Espectáculo de Teatro por esta obra.[10]

## Dirección y dramaturgia
David Montero ha dirigido y realizado la dramaturgia de numerosos espectáculos, entre ellos: 
- Bailes alegres para personas tristes
- Rosa, metal y ceniza (Finalista en los Premios Max)
- Los invitados (Premio de la Crítica[11] del Festival de Jerez[12])
- La Reina del metal (Premio Max 2023[13] al Mejor Espectáculo de Danza)
- Dramawalker Sevilla: Coproducción del Centro Dramático Nacional y el Teatro Lope de Vega de Sevilla, en la que participó como curador y autor de una de las piezas.

## Docencia e investigación
David Montero es profesor invitado en el Máster de Artes del Espectáculo Vivode la Universidad de Sevilla, donde imparte talleres de dramaturgia y conferencias. También escribe sobre teatro para medios como eldiario.es y co-conduce junto a Javier Berger el podcasts de dramaturgia Drama o Qué.

## Estilo y visión artística
El trabajo de Montero se caracteriza por un enfoque interdisciplinar, combinando la escritura con la investigación y la experimentación escénica. Sus creaciones parten de una reflexión crítica sobre temas sociales, abordados desde perspectivas personales y políticas, buscando generar un diálogo entre la escena y la vida cotidiana.